# Lijst van beschermd erfgoed in Bergen
Onderstaande tabel geeft een overzicht van de beschermde erfgoederen in de gemeente Bergen. Het beschermd erfgoed maakt onderdeel uit van het cultureel erfgoed in België.
| Object | Bouwjaar/architect | Deelgemeente | Adres                                                                                | Coördinaten                   | Nummer?                | Afbeelding |
| --- | ------------------ | ------------ | ------------------------------------------------------------------------------------ | ----------------------------- | ---------------------- | --- |
| Muziekconservatorium, voormalig meisjesklooster van Notre-Dame |                    |              | rue de Nimy, n° 7                                                                    | 50° 27' 21" NB, 3° 57' 11" OL | 53053-CLT-0003-01 Info | Muziekconservatorium, voormalig meisjesklooster van Notre-Dame |
| Kerk Saint-Nicolas-en-Havré |                    |              |                                                                                      | 50° 27' 16" NB, 3° 57' 26" OL | 53053-CLT-0005-01 Info | Kerk Saint-Nicolas-en-Havré |
| Museum van Centenaire, oude Mont-de-Piété |                    |              | rue du 11 Novembre                                                                   | 50° 27' 21" NB, 3° 57' 5" OL  | 53053-CLT-0006-01 Info | Museum van Centenaire, oude Mont-de-Piété |
| Getuigen van de activiteit van de ondergrondse exploitatie van de vuursteen en het ensemble van het Champ                                                                           |                    |              | Cailloux                                                                             | 50° 25' 8" NB, 3° 59' 12" OL  | 53053-CLT-0009-01 Info | Getuigen van de activiteit van de ondergrondse exploitatie van de vuursteen en het ensemble van het Champ                                                                           |
| Huis genaamd "Halle des Pelletiers" |                    |              | rue de la Poterie n° 2                                                               | 50° 27' 13" NB, 3° 57' 3" OL  | 53053-CLT-0010-01 Info | Huis genaamd "Halle des Pelletiers" |
| Oud Hôtel de Peissant, momenteel hoofd van de Federatie van Toerisme Henegouwen |                    |              | rue des Clercs n° 31                                                                 | 50° 27' 12" NB, 3° 56' 59" OL | 53053-CLT-0011-01 Info | Oud Hôtel de Peissant, momenteel hoofd van de Federatie van Toerisme Henegouwen |
| Collegiale kerk Sainte-Waudru |                    |              |                                                                                      | 50° 27' 12" NB, 3° 56' 52" OL | 53053-CLT-0013-01 Info | Collegiale kerk Sainte-Waudru |
| Belfort van Bergen |                    |              |                                                                                      | 50° 27' 15" NB, 3° 57' 0" OL  | 53053-CLT-0014-01 Info | Belfort van Bergen |
| Raadhuis |                    |              |                                                                                      | 50° 27' 18" NB, 3° 57' 8" OL  | 53053-CLT-0015-01 Info | Raadhuis |
| Campanile van de kerk Sainte-Elisabeth |                    |              |                                                                                      | 50° 27' 20" NB, 3° 57' 15" OL | 53053-CLT-0016-01 Info | Campanile van de kerk Sainte-Elisabeth |
| Kerk Sainte-Elisabeth: classificatie van het totale gebouw |                    |              |                                                                                      | 50° 27' 20" NB, 3° 57' 16" OL | 53053-CLT-0017-01 Info | Kerk Sainte-Elisabeth: classificatie van het totale gebouw |
| Hôtel de la Couronne Impériale |                    |              | Grand Place n°s 23-24                                                                | 50° 27' 17" NB, 3° 57' 7" OL  | 53053-CLT-0019-01 Info | Hôtel de la Couronne Impériale |
| Put, oude te Marché-aux-Poulets, rue des 4 fils Aymont |                    |              |                                                                                      | 50° 27' 27" NB, 3° 57' 10" OL | 53053-CLT-0020-01 Info | Put, oude te Marché-aux-Poulets, rue des 4 fils Aymont |
| Huis "Jean Lescarts" |                    |              | rue Neuve                                                                            | 50° 27' 22" NB, 3° 57' 8" OL  | 53053-CLT-0021-01 Info | Huis "Jean Lescarts" |
| Toren van Val des Ecoliers |                    |              | rue André Masquelier, n° 40                                                          | 50° 27' 3" NB, 3° 56' 29" OL  | 53053-CLT-0022-01 Info | Toren van Val des Ecoliers |
| Kapel Saint Calixte |                    |              |                                                                                      | 50° 27' 14" NB, 3° 56' 57" OL | 53053-CLT-0023-01 Info | Kapel Saint Calixte |
| Huis "La Toison d'Or" |                    |              | Grand Place, rechts van het raadhuis                                                 | 50° 27' 18" NB, 3° 57' 8" OL  | 53053-CLT-0025-01 Info | Huis "La Toison d'Or" |
| Huis "ancien Café de Commerce" |                    |              | Grand Place                                                                          | 50° 27' 18" NB, 3° 57' 9" OL  | 53053-CLT-0026-01 Info | Huis "ancien Café de Commerce" |
| Oude kapel Saint-Georges |                    |              | Grand-Place, links van raadhuis                                                      | 50° 27' 18" NB, 3° 57' 7" OL  | 53053-CLT-0027-01 Info | Oude kapel Saint-Georges |
| "Attaca", waaronder kapel Sainte-Marguerite en het museum Chaonoine Puissant |                    |              | rue Notre-Dame Débonnaire n° 22 en rue des Sars                                      | 50° 27' 16" NB, 3° 56' 51" OL | 53053-CLT-0028-01 Info | "Attaca", waaronder kapel Sainte-Marguerite en het museum Chaonoine Puissant |
| "Attaca", waaronder kapel Sainte-Marguerite en het museum Chaonoine Puissant: uitbreiding van de classificatie met percelen 122 e2 en 122 d2                                        |                    |              | rue Notre-Dame Débonnaire n° 22 en rue des Sars                                      | 50° 27' 20" NB, 3° 56' 49" OL | 53053-CLT-0029-01 Info | "Attaca", waaronder kapel Sainte-Marguerite en het museum Chaonoine Puissant: uitbreiding van de classificatie met percelen 122 e2 en 122 d2                                        |
| Voormalig refugiehuis van de abdij van Bélian: hoofdgevel en voorzijde dak |                    |              | rue d'Havré n°88                                                                     | 50° 27' 13" NB, 3° 57' 23" OL | 53053-CLT-0030-01 Info | Voormalig refugiehuis van de abdij van Bélian: hoofdgevel en voorzijde dak |
| Huis genaamd "Espagnole" |                    |              | rue des Clercs n° 32                                                                 | 50° 27' 13" NB, 3° 56' 59" OL | 53053-CLT-0031-01 Info | Huis genaamd "Espagnole" |
| Oud Hospice de Cantimpret: kapel |                    |              |                                                                                      | 50° 26' 59" NB, 3° 56' 43" OL | 53053-CLT-0032-01 Info | Oud Hospice de Cantimpret: kapel |
| Put van place du Chapitre |                    |              |                                                                                      | 50° 27' 11" NB, 3° 56' 53" OL | 53053-CLT-0033-01 Info | Put van place du Chapitre |
| Gotische deur |                    |              | rue courte, n° 2                                                                     | 50° 27' 12" NB, 3° 57' 1" OL  | 53053-CLT-0034-01 Info | Gotische deur |
| Oud onderdak van de abdij van Aulne: gevel |                    |              | rue d'Havré n° 36                                                                    | 50° 27' 13" NB, 3° 57' 15" OL | 53053-CLT-0035-01 Info | Oud onderdak van de abdij van Aulne: gevel |
| Gevel van het voormalige toevluchtsoord van de abdij Saint-Denis en Broqueroie |                    |              | rue de Houdain n° 17                                                                 | 50° 27' 7" NB, 3° 57' 9" OL   | 53053-CLT-0037-01 Info | Gevel van het voormalige toevluchtsoord van de abdij Saint-Denis en Broqueroie |
| Huis: gevel |                    |              | rue du Miroir n° 8                                                                   | 50° 27' 17" NB, 3° 57' 13" OL | 53053-CLT-0038-01 Info | Huis: gevel |
| Huis: hoofdgevel en voorzijde dak aan straatkant |                    |              | rue de Nimy n° 8                                                                     | 50° 27' 19" NB, 3° 57' 12" OL | 53053-CLT-0040-01 Info | Huis: hoofdgevel en voorzijde dak aan straatkant |
| Bonne Maison de Bouzenton, voormalig Hospice des Orphelins |                    |              |                                                                                      | 50° 27' 0" NB, 3° 56' 50" OL  | 53053-CLT-0041-01 Info | Bonne Maison de Bouzenton, voormalig Hospice des Orphelins |
| Paviljoen: totaliteit van de restanten gesitueerd op het terras van de tuin van het Vieil Hôtel                                                                                     |                    |              | rue Terre du Prince, n° 17                                                           | 50° 27' 7" NB, 3° 56' 54" OL  | 53053-CLT-0042-01 Info | |
| Tour Valenciennoise | 1356               |              | rue des Arbalestriers                                                                | 50° 27' 30" NB, 3° 57' 31" OL | 53053-CLT-0043-01 Info | Tour Valenciennoise |
| Kelders van huis |                    |              | Grand Place n° 25                                                                    | 50° 27' 16" NB, 3° 57' 6" OL  | 53053-CLT-0047-01 Info | |
| Huis: hoofdgevel en dak, uitbreiding van 53053_CLT_047 |                    |              | Grand Place n° 25                                                                    | 50° 27' 16" NB, 3° 57' 7" OL  | 53053-CLT-0048-01 Info | Huis: hoofdgevel en dak, uitbreiding van 53053_CLT_047 |
| Gebouw: gevels en daken voorzijde |                    |              | Grand'Place n° 4                                                                     | 50° 27' 15" NB, 3° 57' 9" OL  | 53053-CLT-0049-01 Info | Gebouw: gevels en daken voorzijde |
| Gebouw: gevel en dak voorzijde |                    |              | Grand'Place n° 5                                                                     | 50° 27' 15" NB, 3° 57' 9" OL  | 53053-CLT-0050-01 Info | Gebouw: gevel en dak voorzijde |
| Gebouw: gevels en daken voorzijde |                    |              | Grand'Place n° 6                                                                     | 50° 27' 15" NB, 3° 57' 9" OL  | 53053-CLT-0051-01 Info | Gebouw: gevels en daken voorzijde |
| Gebouw: gevels en daken voorzijde |                    |              | Grand'Place n° 7                                                                     | 50° 27' 16" NB, 3° 57' 9" OL  | 53053-CLT-0052-01 Info | Gebouw: gevels en daken voorzijde |
| Gebouw: gevels en daken voorzijde |                    |              | Grand'Place n° 8                                                                     | 50° 27' 16" NB, 3° 57' 10" OL | 53053-CLT-0053-01 Info | Gebouw: gevels en daken voorzijde |
| Gebouw: gevels en daken voorzijde |                    |              | Grand'Place n° 12                                                                    | 50° 27' 17" NB, 3° 57' 11" OL | 53053-CLT-0054-01 Info | Gebouw: gevels en daken voorzijde |
| Gebouw: gevels en daken voorzijde |                    |              | Grand'Place n° 13                                                                    | 50° 27' 17" NB, 3° 57' 11" OL | 53053-CLT-0055-01 Info | Gebouw: gevels en daken voorzijde |
| Gebouw: gevels en daken voorzijde |                    |              | Grand'Place n° 14                                                                    | 50° 27' 17" NB, 3° 57' 11" OL | 53053-CLT-0056-01 Info | Gebouw: gevels en daken voorzijde |
| Gebouw: gevels en daken voorzijde |                    |              | Grand'Place n° 15                                                                    | 50° 27' 18" NB, 3° 57' 11" OL | 53053-CLT-0057-01 Info | Gebouw: gevels en daken voorzijde |
| Oud Hôtel du Miroir: gevels en daken voorzijde |                    |              | Grand'Place n° 16                                                                    | 50° 27' 18" NB, 3° 57' 11" OL | 53053-CLT-0058-01 Info | Oud Hôtel du Miroir: gevels en daken voorzijde |
| Gebouw: gevels en daken voorzijde |                    |              | Grand'Place n° 27                                                                    | 50° 27' 16" NB, 3° 57' 6" OL  | 53053-CLT-0059-01 Info | Gebouw: gevels en daken voorzijde |
| Gebouw: gevels en daken voorzijde |                    |              | Grand'Place n° 28                                                                    | 50° 27' 15" NB, 3° 57' 6" OL  | 53053-CLT-0060-01 Info | Gebouw: gevels en daken voorzijde |
| Ensemble van de Mont Panisel en het Bois-Là-Haut |                    |              |                                                                                      | 50° 26' 11" NB, 3° 58' 8" OL  | 53053-CLT-0061-01 Info | Ensemble van de Mont Panisel en het Bois-Là-Haut |
| Gebouw: gevels en daken voorzijde |                    |              | Grand'Place n° 29                                                                    | 50° 27' 15" NB, 3° 57' 6" OL  | 53053-CLT-0063-01 Info | Gebouw: gevels en daken voorzijde |
| Gebouw: gevels en daken voorzijde |                    |              | Grand'Place n° 30                                                                    | 50° 27' 15" NB, 3° 57' 6" OL  | 53053-CLT-0064-01 Info | Gebouw: gevels en daken voorzijde |
| Gebouw: gevels en daken voorzijde |                    |              | Grand'Place n° 31                                                                    | 50° 27' 14" NB, 3° 57' 7" OL  | 53053-CLT-0065-01 Info | Gebouw: gevels en daken voorzijde |
| Gebouw: gevels en daken voorzijde |                    |              | Grand'Place n° 32                                                                    | 50° 27' 14" NB, 3° 57' 7" OL  | 53053-CLT-0066-01 Info | Gebouw: gevels en daken voorzijde |
| Gebouw: gevels en daken voorzijde |                    |              | Grand'Place n° 33                                                                    | 50° 27' 14" NB, 3° 57' 7" OL  | 53053-CLT-0067-01 Info | Gebouw: gevels en daken voorzijde |
| Gebouw: gevels en daken voorzijde |                    |              |                                                                                      | 50° 27' 14" NB, 3° 57' 9" OL  | 53053-CLT-0068-01 Info | Gebouw: gevels en daken voorzijde |
| Gedeelte van de muur van Baudouin, gravelijke omwalling |                    |              | rue de la Terre du Prince                                                            | 50° 27' 10" NB, 3° 56' 54" OL | 53053-CLT-0069-01 Info | Gedeelte van de muur van Baudouin, gravelijke omwalling |
| Gevel van koninklijk lyceum Marguerite Bervoets |                    |              | rue d'Enghien                                                                        | 50° 27' 19" NB, 3° 57' 1" OL  | 53053-CLT-0070-01 Info | Gevel van koninklijk lyceum Marguerite Bervoets |
| Huis, voormalig toevluchtsoord van de abdij van Hasnon: gevel en dak straatzijde |                    |              | rue de Nimy n°s 24-26-28                                                             | 50° 27' 22" NB, 3° 57' 15" OL | 53053-CLT-0071-01 Info | Huis, voormalig toevluchtsoord van de abdij van Hasnon: gevel en dak straatzijde |
| Voormalige jezuïetencollege, nu centrale bibliotheek |                    |              | rue Marguerite Bervoets, n°2                                                         | 50° 27' 17" NB, 3° 56' 60" OL | 53053-CLT-0073-01 Info | Voormalige jezuïetencollege, nu centrale bibliotheek |
| Ensemble van de Place du Parc, inclusief de trottoirs aan de voet van de gevels |                    |              |                                                                                      | 50° 27' 28" NB, 3° 57' 5" OL  | 53053-CLT-0075-01 Info | Ensemble van de Place du Parc, inclusief de trottoirs aan de voet van de gevels |
| Place du Parc, inclusief de trottoirs aan de voet van de gevels en rue des Fillettes: uitbreiding                                                                                   |                    |              |                                                                                      | 50° 27' 28" NB, 3° 57' 4" OL  | 53053-CLT-0076-01 Info | Place du Parc, inclusief de trottoirs aan de voet van de gevels en rue des Fillettes: uitbreiding                                                                                   |
| Huis: gevels en daken |                    |              | rue du Hautbois n° 33                                                                | 50° 27' 11" NB, 3° 57' 16" OL | 53053-CLT-0077-01 Info | Huis: gevels en daken |
| Huis: gevels en daken |                    |              | rue du Hautbois n° 35                                                                | 50° 27' 11" NB, 3° 57' 17" OL | 53053-CLT-0078-01 Info | Huis: gevels en daken |
| Gebouw: gevels en daken |                    |              | rue des Soeurs grises n° 11                                                          | 50° 27' 5" NB, 3° 56' 47" OL  | 53053-CLT-0079-01 Info | Gebouw: gevels en daken |
| Huis: gevel |                    |              | rue du Onze-Novembre n° 5                                                            | 50° 27' 21" NB, 3° 57' 2" OL  | 53053-CLT-0080-01 Info | Huis: gevel |
| Kazernes kazematten |                    |              | place Nervienne                                                                      | 50° 26' 53" NB, 3° 56' 44" OL | 53053-CLT-0081-01 Info | Kazernes kazematten |
| Huis Gossuin en omliggen park |                    |              | rue Samson n° 25                                                                     | 50° 27' 10" NB, 3° 56' 54" OL | 53053-CLT-0082-01 Info | Huis Gossuin en omliggen park |
| Square Saint-Germain |                    |              |                                                                                      | 50° 27' 11" NB, 3° 56' 55" OL | 53053-CLT-0083-01 Info | Square Saint-Germain |
| Huis: gevel en dak |                    |              | rue du Hautbois n° 15                                                                | 50° 27' 10" NB, 3° 57' 15" OL | 53053-CLT-0084-01 Info | Huis: gevel en dak |
| Parc du Waux-Hall |                    |              | avenue Reine Astrid                                                                  | 50° 27' 6" NB, 3° 57' 47" OL  | 53053-CLT-0085-01 Info | Parc du Waux-Hall |
| Klim naar de kerk van Saint-Denis |                    |              |                                                                                      | 50° 29' 24" NB, 4° 1' 2" OL   | 53053-CLT-0086-01 Info | Klim naar de kerk van Saint-Denis |
| Watermachine: gevels en daken van de hal en bijgebouwen |                    |              | boulevard Dolez                                                                      | 50° 26' 60" NB, 3° 57' 25" OL | 53053-CLT-0087-01 Info | Watermachine: gevels en daken van de hal en bijgebouwen |
| Ensemble van het Belfort van Bergen, het plein en de overblijfselen van het oude kasteel van de graven van Henegouwen                                                               |                    |              |                                                                                      | 50° 27' 17" NB, 3° 56' 55" OL | 53053-CLT-0088-01 Info | Ensemble van het Belfort van Bergen, het plein en de overblijfselen van het oude kasteel van de graven van Henegouwen                                                               |
| Ensemble van de molen van de abdij uit de 17e eeuw, de waterval en de omgeving |                    |              |                                                                                      | 50° 29' 42" NB, 4° 1' 8" OL   | 53053-CLT-0089-01 Info | Ensemble van de molen van de abdij uit de 17e eeuw, de waterval en de omgeving |
| Watermolen Saint-Denis: molen met machinerie, klein gebouw met vleugel |                    |              |                                                                                      | 50° 29' 41" NB, 4° 1' 13" OL  | 53053-CLT-0090-01 Info | Watermolen Saint-Denis: molen met machinerie, klein gebouw met vleugel |
| Kapel Notre-Dame du Moulineau en omgeving |                    |              |                                                                                      | 50° 29' 26" NB, 3° 54' 27" OL | 53053-CLT-0091-01 Info | Kapel Notre-Dame du Moulineau en omgeving |
| Groene ruimte die zich uitstrekt aan de achterzijde van drie woningen gelegen aan de voorzijde van rue Jean Lescarts                                                                |                    |              |                                                                                      | 50° 27' 9" NB, 3° 57' 18" OL  | 53053-CLT-0092-01 Info | |
| Bepaalde delen van het gebouw |                    |              | rue Jean Lescarts n° 11                                                              | 50° 27' 8" NB, 3° 57' 18" OL  | 53053-CLT-0093-01 Info | Bepaalde delen van het gebouw |
| Huis: gevels binnenplaats, gevels tuin, bekleding en daken, trappenhuizen van eer en service, salon typisch voor de vroege 19e eeuw                                                 |                    |              | rue J. Lescarts n°13                                                                 | 50° 27' 7" NB, 3° 57' 19" OL  | 53053-CLT-0094-01 Info | Huis: gevels binnenplaats, gevels tuin, bekleding en daken, trappenhuizen van eer en service, salon typisch voor de vroege 19e eeuw                                                 |
| Huis: hoofdgevel, dak en puntgevel rechts |                    |              | rue de Nimy n° 31                                                                    | 50° 27' 21" NB, 3° 57' 13" OL | 53053-CLT-0096-01 Info | Huis: hoofdgevel, dak en puntgevel rechts |
| Hôtel de maître: voorgevel en voorzijde dak |                    |              | rue du Gouvernement n° s 27-29                                                       | 50° 27' 20" NB, 3° 57' 30" OL | 53053-CLT-0097-01 Info | Hôtel de maître: voorgevel en voorzijde dak |
| Terril van Héribus |                    |              |                                                                                      | 50° 26' 7" NB, 3° 56' 10" OL  | 53053-CLT-0099-01 Info | Terril van Héribus |
| Huis Van Gogh |                    |              | sentier du Pavillon n° s 53-55                                                       | 50° 26' 29" NB, 3° 55' 31" OL | 53053-CLT-0101-01 Info | Huis Van Gogh |
| Bos brûlé |                    |              |                                                                                      | 50° 29' 11" NB, 3° 55' 22" OL | 53053-CLT-0103-01 Info | Bos brûlé |
| Kasteel van Havré |                    |              | rue du château, Havré                                                                | 50° 27' 52" NB, 4° 2' 21" OL  | 53053-CLT-0104-01 Info | Kasteel van Havré |
| Kerk Saint-Martin: koor |                    |              |                                                                                      | 50° 27' 52" NB, 4° 2' 42" OL  | 53053-CLT-0106-01 Info | Kerk Saint-Martin: koor |
| Kapel van "Bon Vouloir" |                    |              | rue Ed. Deweze n° 97                                                                 | 50° 27' 35" NB, 4° 1' 57" OL  | 53053-CLT-0107-01 Info | Kapel van "Bon Vouloir" |
| Buurt van de kapel van Notre-Dame du Bon Vouloir |                    |              | rue Ed. Deweze n° 97                                                                 | 50° 27' 33" NB, 4° 1' 54" OL  | 53053-CLT-0108-01 Info | Buurt van de kapel van Notre-Dame du Bon Vouloir |
| Gedenksteen "Le Coq", herdenking van de Slag bij Jemappes |                    |              |                                                                                      | 50° 26' 34" NB, 3° 52' 56" OL | 53053-CLT-0109-01 Info | Gedenksteen "Le Coq", herdenking van de Slag bij Jemappes |
| Huis, traditioneel uit de 17e eeuw: gevels en daken |                    |              | ruelle du Cerf Blanc                                                                 | 50° 27' 29" NB, 3° 57' 5" OL  | 53053-CLT-0112-01 Info | Huis, traditioneel uit de 17e eeuw: gevels en daken |
| Kapel Saint-Macaire |                    |              | rue de Saint-Macaire                                                                 | 50° 28' 21" NB, 4° 0' 55" OL  | 53053-CLT-0114-01 Info | Kapel Saint-Macaire |
| Oud Ursulinenklooster en kapel:gevels en daken |                    |              | rue de Bettignies                                                                    | 50° 27' 14" NB, 3° 56' 43" OL | 53053-CLT-0115-01 Info | Oud Ursulinenklooster en kapel:gevels en daken |
| Oud hospice des Chartiers: gevel en dak |                    |              | rue des Chartiers, n° 12                                                             | 50° 26' 60" NB, 3° 57' 12" OL | 53053-CLT-0116-01 Info | Oud hospice des Chartiers: gevel en dak |
| Hôtel de Maître: gevels en daken, en de tuin |                    |              | rue des Telliers n° 20                                                               | 50° 27' 19" NB, 3° 56' 56" OL | 53053-CLT-0117-01 Info | Hôtel de Maître: gevels en daken, en de tuin |
| Justitieel Paleis |                    |              | Rue de Nimy n° 35                                                                    | 50° 27' 22" NB, 3° 57' 13" OL | 53053-CLT-0118-01 Info | Justitieel Paleis |
| Gevels en daken van het huis Losseau |                    |              | Rue de Nimy n° 37                                                                    | 50° 27' 23" NB, 3° 57' 15" OL | 53053-CLT-0119-01 Info | Gevels en daken van het huis Losseau |
| Interieur van huis Losseau: begane grond, trap, overloop en op de eerste verdieping zitten opening                                                                                  |                    |              | Rue de Nimy n° 37                                                                    | 50° 27' 23" NB, 3° 57' 15" OL | 53053-CLT-0120-01 Info | |
| Gevels en daken van de vrijmetselaarsloge |                    |              | rue Chisaire n° 16                                                                   | 50° 27' 7" NB, 3° 56' 35" OL  | 53053-CLT-0122-01 Info | Gevels en daken van de vrijmetselaarsloge |
| Huis: gevels en daken |                    |              | place du Parc n° 14                                                                  | 50° 27' 30" NB, 3° 57' 5" OL  | 53053-CLT-0123-01 Info | Huis: gevels en daken |
| Huis: gevels en daken |                    |              | place du Parc n° 15                                                                  | 50° 27' 30" NB, 3° 57' 6" OL  | 53053-CLT-0124-01 Info | Huis: gevels en daken |
| Huis: gevels en daken |                    |              | place du Parc n° 16a                                                                 | 50° 27' 30" NB, 3° 57' 6" OL  | 53053-CLT-0125-01 Info | Huis: gevels en daken |
| Huis: gevels en daken |                    |              | place du Parc n° 16b                                                                 | 50° 27' 30" NB, 3° 57' 6" OL  | 53053-CLT-0126-01 Info | Huis: gevels en daken |
| Huis: gevels en daken |                    |              | place du Parc n° 19                                                                  | 50° 27' 31" NB, 3° 57' 7" OL  | 53053-CLT-0127-01 Info | Huis: gevels en daken |
| Huis: gevels en daken |                    |              | place du Parc n° 20                                                                  | 50° 27' 31" NB, 3° 57' 8" OL  | 53053-CLT-0128-01 Info | Huis: gevels en daken |
| Huis: gevels en daken |                    |              | place du Parc n° 22                                                                  | 50° 27' 31" NB, 3° 57' 10" OL | 53053-CLT-0129-01 Info | Huis: gevels en daken |
| Huis: gevels en daken |                    |              | place du Parc n° 26-30                                                               | 50° 27' 29" NB, 3° 57' 4" OL  | 53053-CLT-0130-01 Info | Huis: gevels en daken |
| Huis: gevels en daken |                    |              | place du Parc n° 40                                                                  | 50° 27' 30" NB, 3° 57' 3" OL  | 53053-CLT-0131-01 Info | Huis: gevels en daken |
| Huis: gevels en daken |                    |              | place du Parc n° 42                                                                  | 50° 27' 30" NB, 3° 57' 3" OL  | 53053-CLT-0132-01 Info | Huis: gevels en daken |
| Huis: gevels en daken |                    |              | place du Parc n° 48                                                                  | 50° 27' 30" NB, 3° 57' 3" OL  | 53053-CLT-0133-01 Info | Huis: gevels en daken |
| Muren van het oude kasteel van de graaf, de conciërgerie en de kelders |                    |              |                                                                                      | 50° 27' 16" NB, 3° 56' 59" OL | 53053-CLT-0134-01 Info | Muren van het oude kasteel van de graaf, de conciërgerie en de kelders |
| Voormalig klooster van de Carmes Déchaussés: hoofdgebouw en vleugels (gevels en daken)                                                                                              |                    |              | rue des Soeurs noires n° 4                                                           | 50° 26' 60" NB, 3° 57' 8" OL  | 53053-CLT-0135-01 Info | Voormalig klooster van de Carmes Déchaussés: hoofdgebouw en vleugels (gevels en daken)                                                                                              |
| Ensemble van de gevels en daken van de kazerne Major Sabbe (voorheen kazerne Guillaume)                                                                                             |                    |              | rue des Soeurs Noires en rue de la Trouille                                          | 50° 26' 59" NB, 3° 57' 6" OL  | 53053-CLT-0136-01 Info | Ensemble van de gevels en daken van de kazerne Major Sabbe (voorheen kazerne Guillaume)                                                                                             |
| Portaal |                    |              | rue des Dominicains, n° 32                                                           | 50° 27' 26" NB, 3° 57' 2" OL  | 53053-CLT-0137-01 Info | Portaal |
| Huis en muur uit de 12e eeuw |                    |              | rue Cronque n° 3                                                                     | 50° 27' 16" NB, 3° 57' 3" OL  | 53053-CLT-0138-01 Info | Huis en muur uit de 12e eeuw |
| Huis: gevels, daken en bekleding |                    |              | rue Marguerite Bervoets n° 17                                                        | 50° 27' 18" NB, 3° 56' 56" OL | 53053-CLT-0139-01 Info | Huis: gevels, daken en bekleding |
| Vloer gelegen op het terrein van het college van beeldende kunst van de staat, het voormalige koninklijke lyceum Marguerite Bervoets                                                |                    |              | rue Marguerite Bervoets, n° 8                                                        | 50° 27' 19" NB, 3° 57' 0" OL  | 53053-CLT-0140-01 Info | |
| Staatsarchieven, voormalig klooster van de Visitandines: gevels en dak |                    |              | place du Parc n° 23                                                                  | 50° 27' 30" NB, 3° 57' 12" OL | 53053-CLT-0141-01 Info | Staatsarchieven, voormalig klooster van de Visitandines: gevels en dak |
| Gebouw genaamd "Hôtel du Blanc Lévrier": voorgevel |                    |              | Grand Place n° 34                                                                    | 50° 27' 14" NB, 3° 57' 7" OL  | 53053-CLT-0142-01 Info | Gebouw genaamd "Hôtel du Blanc Lévrier": voorgevel |
| Huis: uitbreiding van classificatie: achtergevel en de totaliteit van het dak |                    |              | Grand-Place n°8                                                                      | 50° 27' 16" NB, 3° 57' 10" OL | 53053-CLT-0143-01 Info | Huis: uitbreiding van classificatie: achtergevel en de totaliteit van het dak |
| Huis: uitbreiding van classificatie: achtergevel en de totaliteit van het dak |                    |              | Grand-Place n°7                                                                      | 50° 27' 16" NB, 3° 57' 9" OL  | 53053-CLT-0144-01 Info | Huis: uitbreiding van classificatie: achtergevel en de totaliteit van het dak |
| Huis: uitbreiding van classificatie: achtergevel en de totaliteit van het dak |                    |              | Grand-Place n°6                                                                      | 50° 27' 15" NB, 3° 57' 9" OL  | 53053-CLT-0145-01 Info | |
| Huis: uitbreiding van classificatie: achtergevel en de totaliteit van het dak |                    |              | Grand-Place n°5                                                                      | 50° 27' 15" NB, 3° 57' 9" OL  | 53053-CLT-0146-01 Info | |
| Huis: uitbreiding van classificatie: totaliteit van het dak en en puntgevel |                    |              | Grand-Place n°4                                                                      | 50° 27' 15" NB, 3° 57' 9" OL  | 53053-CLT-0147-01 Info | Huis: uitbreiding van classificatie: totaliteit van het dak en en puntgevel |
| Huis: gevels, puntgevels en totaliteit van het dak van het gebouw, Cour de l'Âne Barré                                                                                              |                    |              | Cour de l'Âne Barré                                                                  | 50° 27' 15" NB, 3° 57' 10" OL | 53053-CLT-0148-01 Info | Huis: gevels, puntgevels en totaliteit van het dak van het gebouw, Cour de l'Âne Barré                                                                                              |
| Bos van Gard en van Quarte |                    |              |                                                                                      | 50° 29' 32" NB, 3° 59' 12" OL | 53053-CLT-0149-01 Info | Bos van Gard en van Quarte |
| Terril n° 1 |                    |              | chaussée du Roeulx en Rue E. Jambe                                                   | 50° 28' 10" NB, 4° 2' 58" OL  | 53053-CLT-0150-01 Info | Terril n° 1 |
| Huis: gevels, dak en dakramen |                    |              | rue de la Couronne n° s 2-4                                                          | 50° 27' 10" NB, 3° 57' 5" OL  | 53053-CLT-0151-01 Info | Huis: gevels, dak en dakramen |
| Huis: gevels, dak en dakramen |                    |              | rue de la Couronne n° s 5-7                                                          | 50° 27' 10" NB, 3° 57' 6" OL  | 53053-CLT-0152-01 Info | Huis: gevels, dak en dakramen |
| Huis: gevels, dak en dakramen |                    |              | rue de la Couronne n° s 10-12                                                        | 50° 27' 10" NB, 3° 57' 5" OL  | 53053-CLT-0153-01 Info | Huis: gevels, dak en dakramen |
| Huis: gevels, dak en dakramen |                    |              | rue de la Couronne n° 16                                                             | 50° 27' 10" NB, 3° 57' 6" OL  | 53053-CLT-0155-01 Info | Huis: gevels, dak en dakramen |
| Huis: gevels, dak en dakramen |                    |              | rue de la Couronne n° s 20-22                                                        | 50° 27' 10" NB, 3° 57' 6" OL  | 53053-CLT-0156-01 Info | Huis: gevels, dak en dakramen |
| Rue de la Couronne en aangrenzende percelen |                    |              |                                                                                      | 50° 27' 11" NB, 3° 57' 4" OL  | 53053-CLT-0157-01 Info | Rue de la Couronne en aangrenzende percelen |
| Huis: gevels en dak |                    |              | rue de Bertaimont n° 7                                                               | 50° 26' 56" NB, 3° 56' 57" OL | 53053-CLT-0158-01 Info | Huis: gevels en dak |
| Huis: gevels en dak |                    |              | rue de Bertaimont n° 9                                                               | 50° 26' 56" NB, 3° 56' 57" OL | 53053-CLT-0159-01 Info | Huis: gevels en dak |
| Huis: gevels en dak |                    |              | rue de Bertaimont n° 17                                                              | 50° 26' 55" NB, 3° 56' 57" OL | 53053-CLT-0160-01 Info | Huis: gevels en dak |
| Huis: gevels en dak |                    |              | rue de Bertaimont n° 31                                                              | 50° 26' 54" NB, 3° 56' 56" OL | 53053-CLT-0161-01 Info | Huis: gevels en dak |
| Huis: gevels en dak |                    |              | rue de Bertaimont n° 33                                                              | 50° 26' 53" NB, 3° 56' 56" OL | 53053-CLT-0162-01 Info | Huis: gevels en dak |
| Atheneum, vroeger de thuishaven van de abdij van Saint-Ghislain, en de kapel (gevels, daken), interieurelementen: trap, twee open haarden, houten panelen, in de kapel: hekwerk     |                    |              | rue Fétis n°s 1-3                                                                    | 50° 27' 9" NB, 3° 56' 44" OL  | 53053-CLT-0163-01 Info | Atheneum, vroeger de thuishaven van de abdij van Saint-Ghislain, en de kapel (gevels, daken), interieurelementen: trap, twee open haarden, houten panelen, in de kapel: hekwerk     |
| Huis: gevels, daken en deel interieur |                    |              | rue de la chaussée n° 43                                                             | 50° 27' 10" NB, 3° 57' 3" OL  | 53053-CLT-0164-01 Info | Huis: gevels, daken en deel interieur |
| Oud slachthuis: gevels en daken |                    |              | rue de la Trouille                                                                   | 50° 26' 56" NB, 3° 57' 5" OL  | 53053-CLT-0165-01 Info | Oud slachthuis: gevels en daken |
| Gevels en daken van het klooster van de Zwarte Zusters: portaal, kapellen en klooster                                                                                               |                    |              | rue des Soeurs Noires                                                                | 50° 26' 59" NB, 3° 57' 3" OL  | 53053-CLT-0166-01 Info | Gevels en daken van het klooster van de Zwarte Zusters: portaal, kapellen en klooster                                                                                               |
| Gevels en daken van twee vleugels genaamd "Hospice Glépin" van Bonne Maison de Bouzanton: uitbreiding van classificatie                                                             |                    |              |                                                                                      | 50° 26' 56" NB, 3° 56' 46" OL | 53053-CLT-0167-01 Info | Gevels en daken van twee vleugels genaamd "Hospice Glépin" van Bonne Maison de Bouzanton: uitbreiding van classificatie                                                             |
| Muren en poorten om hospice Glépin |                    |              |                                                                                      | 50° 26' 56" NB, 3° 56' 46" OL | 53053-CLT-0168-01 Info | Muren en poorten om hospice Glépin |
| Hôtel de maître: gevels en daken, met uitzondering van de zijkant van het gebouw naar de straat rue des Groseilliers, interieur van twee trappenhuizen                              |                    |              | rue des Groseilliers n° 27                                                           | 50° 27' 17" NB, 3° 57' 31" OL | 53053-CLT-0170-01 Info | Hôtel de maître: gevels en daken, met uitzondering van de zijkant van het gebouw naar de straat rue des Groseilliers, interieur van twee trappenhuizen                              |
| Hôtel de gages: totaliteit, en de geplaveide binnenplaats en portiek |                    |              | rue d'Enghien 18                                                                     | 50° 27' 18" NB, 3° 57' 4" OL  | 53053-CLT-0172-01 Info | Hôtel de gages: totaliteit, en de geplaveide binnenplaats en portiek |
| Bos van Havré, doorkruist door de weg chaussée du Roeulx |                    |              |                                                                                      | 50° 27' 39" NB, 4° 0' 11" OL  | 53053-CLT-0173-01 Info | Bos van Havré, doorkruist door de weg chaussée du Roeulx |
| Orgels van de kerk Saint Remi |                    |              |                                                                                      | 50° 26' 11" NB, 3° 55' 25" OL | 53053-CLT-0174-01 Info | |
| Grand Hospice: voorgevel en dak |                    |              | Place du Béguinage n° 16                                                             | 50° 26' 58" NB, 3° 56' 42" OL | 53053-CLT-0176-01 Info | Grand Hospice: voorgevel en dak |
| Hôtel de maître: gehele dak met inbegrip van de kroonlijst van hout aan de achterkant, straatgevel en de gevel aan de achterzijde van de verdieping                                 |                    |              | rue de la Grande Triperie, n° 42                                                     | 50° 27' 2" NB, 3° 57' 5" OL   | 53053-CLT-0177-01 Info | Hôtel de maître: gehele dak met inbegrip van de kroonlijst van hout aan de achterkant, straatgevel en de gevel aan de achterzijde van de verdieping                                 |
| Totaliteit van het dak, de gevels en de eervolle trap en diensttrap, evenals de daken en gevels van twee vleugels van neoklassieke bijgebouwen van het gebouw                       |                    |              | rue de la Grande Triperie n°s 44-46                                                  | 50° 27' 1" NB, 3° 57' 5" OL   | 53053-CLT-0178-01 Info | Totaliteit van het dak, de gevels en de eervolle trap en diensttrap, evenals de daken en gevels van twee vleugels van neoklassieke bijgebouwen van het gebouw                       |
| Voormalig Hôtel Marin de Thieusies: gevels, daken en bekleding, trap en diensttrap                                                                                                  |                    |              | rue d'Havré, cour n° 32                                                              | 50° 27' 12" NB, 3° 57' 14" OL | 53053-CLT-0179-01 Info | Voormalig Hôtel Marin de Thieusies: gevels, daken en bekleding, trap en diensttrap                                                                                                  |
| Huis: hoofdgevel en dak |                    |              | rue de Nimy n°51                                                                     | 50° 27' 25" NB, 3° 57' 18" OL | 53053-CLT-0181-01 Info | Huis: hoofdgevel en dak |
| Huis: gevel en dak |                    |              | rue de la Clef n° 9                                                                  | 50° 27' 13" NB, 3° 57' 10" OL | 53053-CLT-0186-01 Info | Huis: gevel en dak |
| Gevels en daken van het gebouw |                    |              | op de hoek van rue des 4 Fils Aymon n° 1 en rue de Nimy n° 43                        | 50° 27' 23" NB, 3° 57' 16" OL | 53053-CLT-0187-01 Info | Gevels en daken van het gebouw |
| Voormalige Bains-Douches: gevel en dak |                    |              | rue de Malplaquet n° 12                                                              | 50° 26' 53" NB, 3° 56' 41" OL | 53053-CLT-0188-01 Info | Voormalige Bains-Douches: gevel en dak |
| Kapel Saint-Antoine en Barbefosse en de putten, en dat kadastrale perceel met daarop de toegangsweg                                                                                 |                    |              |                                                                                      | 50° 27' 51" NB, 4° 0' 56" OL  | 53053-CLT-0189-01 Info | Kapel Saint-Antoine en Barbefosse en de putten, en dat kadastrale perceel met daarop de toegangsweg                                                                                 |
| Huis Renaissance: gevelsm daken en bekleding |                    |              | aan de achterzijde van rue de la Halle n°s 1-5 en toegankelijk via rue Jean Lescarts | 50° 27' 8" NB, 3° 57' 16" OL  | 53053-CLT-0191-01 Info | Huis Renaissance: gevelsm daken en bekleding |
| Begraafplaats: oude deel uit 1784, karakteristieke tombes, processieweg ('chemin de la Procession')                                                                                 |                    |              |                                                                                      | 50° 27' 39" NB, 3° 58' 32" OL | 53053-CLT-0192-01 Info | Begraafplaats: oude deel uit 1784, karakteristieke tombes, processieweg ('chemin de la Procession')                                                                                 |
| Beschermingszone van de percelen om de watermachine |                    |              |                                                                                      | 50° 26' 59" NB, 3° 57' 24" OL | 53053-CLT-0195-01 Info | Beschermingszone van de percelen om de watermachine |
| Gevels aan square Roosevelt en rue de la Houssière, en daken van het oude gebouw van de Banque Nationale, en instelling beschermingszone                                            |                    |              |                                                                                      | 50° 27' 13" NB, 3° 56' 43" OL | 53053-CLT-0198-01 Info | Gevels aan square Roosevelt en rue de la Houssière, en daken van het oude gebouw van de Banque Nationale, en instelling beschermingszone                                            |
| De gevels (rue d'Enghien en rue Cronque) en daken (hellingen aan deze twee straten en de tuin aan de achterzijde), en diverse interieur-elementen op de begane grond van het gebouw |                    |              | rue d'Enghien 19                                                                     | 50° 27' 16" NB, 3° 57' 4" OL  | 53053-CLT-0199-01 Info | De gevels (rue d'Enghien en rue Cronque) en daken (hellingen aan deze twee straten en de tuin aan de achterzijde), en diverse interieur-elementen op de begane grond van het gebouw |
| Bepaalde delen van de polytechnische faculteit van Mons |                    |              | rue Houdain 9                                                                        | 50° 27' 6" NB, 3° 57' 12" OL  | 53053-CLT-0200-01 Info | Bepaalde delen van de polytechnische faculteit van Mons |
| Site van de abdij van Bélian |                    |              |                                                                                      | 50° 25' 22" NB, 3° 56' 56" OL | 53053-CLT-0201-01 Info | Site van de abdij van Bélian |
| De ondergrondse groeven van Malogne |                    |              |                                                                                      | 50° 25' 41" NB, 3° 54' 43" OL | 53053-CLT-0203-01 Info | |
| Bepaalde delen van de kolenmijnen op het territorium van de voormalige gemeente Flénu                                                                                               |                    |              |                                                                                      | 50° 26' 12" NB, 3° 53' 34" OL | 53053-CLT-0205-01 Info | Bepaalde delen van de kolenmijnen op het territorium van de voormalige gemeente Flénu                                                                                               |
| Oude abdij van Saint-Denis-en-Brocqueroie: entreeportaal, tiendschuur, bibliotheek en secundair portaal                                                                             |                    |              | rue de la Filature                                                                   | 50° 29' 35" NB, 4° 1' 11" OL  | 53053-CLT-0208-01 Info | Oude abdij van Saint-Denis-en-Brocqueroie: entreeportaal, tiendschuur, bibliotheek en secundair portaal                                                                             |
| Gevels, daken en trap van het gebouw |                    |              | rue des Soeurs noires 8                                                              | 50° 26' 59" NB, 3° 57' 9" OL  | 53053-CLT-0209-01 Info | Gevels, daken en trap van het gebouw |
| Gevels, daken en bekleding van de hal en drie trappen van Hôtel Letellier |                    |              | rue de la Grande Triperie, 26 à Mons                                                 | 50° 27' 4" NB, 3° 57' 5" OL   | 53053-CLT-0211-01 Info | Gevels, daken en bekleding van de hal en drie trappen van Hôtel Letellier |
| Huis: gevels aan de binnenplaats en tuin, bekleding, daken, trap en salon in 18e-eeuwse stijl                                                                                       |                    |              | rue J. Lescarts n°15.                                                                | 50° 27' 7" NB, 3° 57' 19" OL  | 53053-CLT-0212-01 Info | Huis: gevels aan de binnenplaats en tuin, bekleding, daken, trap en salon in 18e-eeuwse stijl                                                                                       |
| Huis: voorgevel en dak |                    |              | rue de Nimy, n°53                                                                    | 50° 27' 25" NB, 3° 57' 18" OL | 53053-CLT-0213-01 Info | Huis: voorgevel en dak |
| Huis: voorgevel en dak |                    |              | rue des 4 Fils Aymon, n° 14/16 à l'exception de la toiture du n° 16.                 | 50° 27' 25" NB, 3° 57' 13" OL | 53053-CLT-0214-01 Info | Huis: voorgevel en dak |
| Buffet en orgel van de kerk Saint-Nicolas-en-Havré |                    |              |                                                                                      | 50° 27' 16" NB, 3° 57' 26" OL | 53053-PEX-0001-01 Info | |
| Archeologische site van Champ te Cailloux |                    |              |                                                                                      | 50° 25' 2" NB, 3° 58' 12" OL  | 53053-PEX-0002-01 Info | Archeologische site van Champ te Cailloux |
| Ensemble van de collegiale kerk Sainte-Waudru, uitgezonderd instrumentaal deel van het orgel                                                                                        |                    |              |                                                                                      | 50° 27' 12" NB, 3° 56' 52" OL | 53053-PEX-0003-01 Info | Ensemble van de collegiale kerk Sainte-Waudru, uitgezonderd instrumentaal deel van het orgel                                                                                        |
| Belfort van Bergen |                    |              |                                                                                      | 50° 27' 15" NB, 3° 57' 0" OL  | 53053-PEX-0004-01 Info | Belfort van Bergen |
| Raadhuis |                    |              |                                                                                      | 50° 27' 18" NB, 3° 57' 8" OL  | 53053-PEX-0005-01 Info | Raadhuis |
| Toren Valenciennoise |                    |              |                                                                                      | 50° 27' 30" NB, 3° 57' 31" OL | 53053-PEX-0006-01 Info | Toren Valenciennoise |
| Archeologische site van het oude grafelijke kasteel |                    |              |                                                                                      | 50° 27' 17" NB, 3° 56' 55" OL | 53053-PEX-0007-01 Info | Archeologische site van het oude grafelijke kasteel |
| Voorgevel van gebouw "Hôtel du Blanc Lévrier" |                    |              |                                                                                      | 50° 27' 14" NB, 3° 57' 7" OL  | 53053-PEX-0008-01 Info | Voorgevel van gebouw "Hôtel du Blanc Lévrier" |
| Oude groeve van Malogne |                    |              |                                                                                      | 50° 25' 41" NB, 3° 54' 43" OL | 53053-PEX-0009-01 Info | |